# Sigurd Lyngbæk
Sigurd Lyngbæk (* 10. Oktober 1881 in Balle; † 26. Mai 1966 in Kopenhagen) war ein dänischer Kaufmann.

## Leben
Sigurd Lyngbæk wurde als Sohn des Kaufmanns P. Lyngbæk († 1917) und seiner Frau Marie Michelsen († 1933) in Balle geboren, das später von der Stadt Silkeborg einverleibt wurde. Er vollzog eine Handelslehre beim Kaufmann P. Lauridsen in Vejen und bei Carl Frederiksen in Roskilde. Er heiratete Ella Hansen (1889–1965), Tochter des Lehrers Preben Hansen († 1917) und seiner Frau Marie Jacobsen († 1942). 1917 wurde er vom Innenministerium im Ernährungsrat und der staatlichen Brotkornverwaltung angestellt. 1921 wurde er als Nachfolger des im Amt verstorbenen Carl Siegfred Ryder zum Handelschef von Den Kongelige Grønlandske Handel ernannt. Er führte das Amt 30 Jahre lang aus und leitete somit den Handel in Grönland, bis Grønlands Styrelse um 1951 aufgelöst wurde und das Staatsunternehmen somit unter neue Strukturen kam, woraufhin Anthon Wilhelm Nielsen Direktor wurde. Sigurd Lyngbæk war auch Vizevorsitzender der Kopenhagener Allgemeinen Wohnungsgesellschaft. Am 14. Mai 1924 wurde er zum Ritter des Dannebrogordens ernannt und am 6. November 1936 zum Dannebrogsmand. Er starb 1966 im Alter von 84 Jahren.